# الحيادسة (أهل الوسط)
الحيادسة هو دُوَّار يقع بجماعة سكورة أهل الوسط، إقليم ورززات، جهة درعة تافيلالت في المملكة المغربية. ينتمي الدوّار لمشيخة أهل الوسط التي تضم 10 دواوير. يقدر عدد سكانه بـ 202 نسمة حسب الإحصاء الرسمي للسكان والسكنى لسنة 2004.

## روابط خارجية
- البوابة الوطنية للجماعات الترابية
- المندوبية السامية للتخطيط